# Ван ден Берг, Димитри
Димитри Ван ден Берг (нидерл. Dimitri Van den Bergh; род. 8 июля 1994, Антверпен, Фламандский регион) — бельгийский игрок в дартс, который в настоящее время участвует в соревнованиях, проводимых Профессиональной корпорацией дартса.

## Карьера

### BDO
В 2013 году Ван ден Берг выиграл British Teenage Open, обыграв Билли Лонгшоу со счётом 3–0 в финале. Два месяца спустя он выиграл 16-й турнир PDC Challenge Tour, обыграв Риса Робинсона 4–0. 

### PDC
В 2014 году он стал участником Q-School в надежде получить карту PDC тура, но не смог продвинуться выше стадии 1/32 финала на всех четырёх этапах. Тем не менее, он получил статус ассоциированного члена PDPA за участие, что дало ему возможность участвовать в отборочных турнирах UK Open и European Tour. Ван ден Берг квалифицировался на первый European Tour, чемпионат Германии по дартсу, где проиграл 6–2 в первом раунде Ронни Бакстеру, хотя его средний набор составил 102,94. Ван ден Берг выиграл три титула молодежных туров в течение года, а также достиг 1/8 финала на чемпионате мира среди юношей до 21 года, где он проиграл Робинсону 3–6. Он занял первое место в юниорского рейтинга, который принес ему право участвовать в основном PDC туре в течение двух лет. 
Ван ден Берг завоевал два титула на Development Tour в 2015 году. Он впервые достиг 1/8 финала на третьем турнире Players Championship, но проиграл Менсуру Сулйовичу 5–6. Ван ден Берг также выбыл уже во втором раунде на трех европейских турниров. Он квалифицировался на дебютный для себя турнир World Series of Darts, но проиграл Максу Хоппу 3–6 в первом раунде . 
Он прошел отбор на чемпионат мира 2016 года по рейтингу европейского Pro Tour и в первом раунде встретился с Иэном Уайтом. Ван ден Берг не реализовал четыре дротика на победу в первом сете, но выиграл матч со счетом 3-1. Он проиграл 2–4 Бенито ван де Пасу в следующем раунде. Ван ден Берг выиграл 14-й этап Development Tour, победив Стива Леннона 4–2. На 15-м этапе Players Championship, Ван ден Берг впервые попал в полуфинал, одержав победы над Девоном Петерсеном, Яном Деккером, Ронни Хёйбрехтсом, Крисом Доби и Кристо Рейесом, но проиграл Майклу ван Гервену 2–6. В полуфинале молодежного чемпионата мира Ван ден Берг был побежден 3–6 Кори Кэдби. Он получил место в турнире Большого шлема, пройдя отборочный турнир, и победил в своём первом групповом матче 5–4 Гервина Прайса. Затем бельгиец уступил 4–5 Роберту Торнтону, но после победы над Скоттом Уэйтсом 5–4 в последней игре группового этапа у Ван ден Берга и  Торнтона было равенство и по очкам, и по разнице легов. В перестрелки из девяти дротиков требовалось решить, кто перейдет в плей-офф, и Торнтон выиграл с 345 очками против 340. 
В матче первого раунда чемпионата мира 2017 года Ван ден Берг играл против Кристо Рейеса, в решающем сете не использовав два дротика в удвоение восьми, чтобы сравнять счёт, и испанец победил со счётом 3–2. 
Дебют Ван ден Берга в Мировой серии дартс состоялся в 2018 году на German Darts Masters, где он проиграл в финале Менсуру Сулйовичу 2-8 после победы над Майклом ван Гервеном 8-3 в четвертьфинале и Гэри Андерсоном 8-7 в полуфинале. 
После того, как Гэри Андерсон снялся с Премьер-лиги 2019 года, Ван ден Берг был выбран в качестве одного из девяти «претендентов» на его замену. Он сыграл единственный матч против Джеймса Уэйда на восьмой неделе в Роттердаме.

## Выступления на чемпионате мира

### PDC
- 2016 — второй раунд (поражение от Бенито ван де Паса 2–4)
- 2017 — первый раунд (поражение от Кристо Рейеса 2–3)
- 2018 —  четвертьфинал (поражение от Роба Кросса 4–5)
- 2019 —  третий раунд (поражение от Люка Хамфриса 1–4)
- 2020 —  четвертьфинал (поражение от Нейтана Аспиналла 3–5)
- 2021 —  четвертый раунд (поражение от Дейва Чизнолла 2-4)
- 2022 —  второй раунд (поражение от Флориана Хемпеля 1-3)
- 2023 —  полуфинал (поражение от Майкла ван Гервена 0-6)
- 2024 —  второй раунд (поражение от Флориана Хемпеля 2-3)
- 2025 — участвует

## Леги за 9 дротиков
| Дата           | Соперник       | Турнир             | Вариант закрытия                | Приз    |
| -------------- | -------------- | ------------------ | ------------------------------- | ------- |
| 14 ноября 2018 | Стивен Бантинг | Большой Шлем Дартс | 3 х Т20; 3 х Т20; Т20, Т19, D12 | 25000 £ |